# Tulku Hungkar Dorje
Tulku Hungkar Dorje (chữ Tạng: སྤྲུལ་སྐུ་ཧཱུྃ་ཀར་རྡོ་རྗེ; Wylie: sprul sku hūṃ dkar rdo rje) là một cao tăng hóa thân người Tây Tạng và đã qua đời khi đang bị giam giữ ở Thành phố Hồ chí Minh, Việt Nam.

## Tiểu sử
Tulku Hungkar Dorje sinh ngày 15 tháng 8 năm 1967 trong một gia đình du mục ở Golog, Amdo, Tây Tạng, Trung Quốc. Cha ông là vị tertön Orgyen Kusum Lingpa, còn ông nội là Walshul Lama Lhundrup Gyamtso. Tuổi thơ của ông diễn ra trong cuộc Đại Cách mạng Văn hóa vô sản đầy khó khăn, thiếu thốn và không được đi học chính quy. Từ nhỏ, ông được cho là đã có lòng kính ngưỡng sâu sắc với hạnh nguyện Bồ tát và định hướng theo con đường thực hành từ bi. Khi còn nhỏ, ông đã được nhiều vị lạt-ma như Orgyen Kusum Lingpa, Dodrupchen Rinpoche và sau này là Đạt-lai Lạt-ma công nhận là hóa thân của Do Khyentse Yeshe Dorje – hiện thân tâm linh của tertön Jigme Lingpa thuộc dòng Ninh-mã phái. Trong khoảng thời gian từ 1980 đến năm 1989, ông đã tiếp tục học tập, nghiên cứu Phật giáo và kiến thức Tây Tạng truyền thống ở Tu viện Lungngon.
Một thời gian sau đó, ông lưu vong ở Ấn Độ tại Tu viện Drepung Gomang từ năm 1989 cho đến năm 1994 để rồi sau đó học tập nâng cao tại Hoa Kỳ cho đến hết năm 1997 và trở về Tây Tạng. Năm 2002, chính phủ Trung Quốc đã phê chuẩn lễ tấn phong ông làm trụ trì thứ 10 của tu viện Lungngon. Một thời gian sau đó, ông đã theo học chuyên ngành Phật giáo tại Bắc Kinh trong giai đoạn 2004 đến năm 2006. Năm 2004, ông thành lập Quỹ Phúc lợi Tsongon Gesar với mục tiêu bảo tồn và phát huy văn hóa Gesar. Đến năm 2007, với sự chấp thuận của chính quyền châu Golog và ngành giáo dục, ông mở trường Trung học Nghề Quốc gia Hunkar Dorje. Sau đó, ông tiếp tục xây dựng thêm 14 trường tiểu học và trung học cơ sở, cung cấp nền giáo dục miễn phí cho hàng nghìn trẻ em người Tây Tạng. Ngoài ra, ông còn thành lập nhiều tu viện và học viện Phật giáo nhằm góp phần khôi phục và phát triển truyền thống tôn giáo tại địa phương.
Tuy nhiên, sau buổi thuyết giảng công khai vào ngày 21 tháng 7 năm 2024, vào tháng 8 năm 2024, các quan chức Trung Quốc đã thông tin về việc "biến mất" của ông. Theo Chính phủ lưu vong Tây Tạng, ông đã bị chính quyền chú ý sau khi từ chối đón tiếp Ban-thiền Lạt-ma do phía Bắc Kinh bổ nhiệm. Ngoài ra, ông còn bị cáo buộc "không tuân lệnh cấp trên" trong việc tự ý thành lập trường học, tu viện và bị xem là "gây rối" vì kêu gọi bảo vệ quyền lợi cho người Tạng.

### Cái chết
Từ cuối tháng 9 năm 2024, Hungkar Dorje được cho là đã sống ẩn náu ở Việt Nam do thường xuyên bị chính quyền Trung Quốc quấy rối ở Tây Tạng. Đến ngày 25 tháng 3 năm 2025, ông được cho là đã bị bắt tại phòng khách sạn ở Thành phố Hồ Chí Minh bởi lực lượng cảnh sát địa phương cùng mật vụ Trung Quốc. Theo báo cáo từ Chính phủ lưu vong Tây Tạng thì ông đã bị chuyển đến văn phòng công an địa phương vào ngày 28 tháng 3 và qua đời cùng ngày.
Thi thể của ông được cho là được bảo quản tại Bệnh viện Đa khoa Quốc tế Vinmec Central Park. Vào ngày 1 tháng 4 năm 2025, các viên chức Trung Quốc đã trình giấy chứng tử của ông tại Tu viện Lungnon ở Tây Tạng nhưng đã cấm những người có mặt chụp ảnh hoặc giữ lại tờ giấy năm. Sau đó vài ngày, 5 nhà sư từ tu viện đã được cử đến Việt Nam để bàn giao thi thể ông, nhưng lại bị loại bỏ khỏi một cuộc họp sau đó tại Đại sứ quán Trung Quốc ở Việt Nam. Sau sự việc này, vẫn chưa rõ thi thể của nhà sư đã được bàn giao về Trung Quốc hay chưa.
Vào ngày 8 tháng 4, Chính phủ lưu vong Tây Tạng đã kêu gọi một cuộc điều tra độc lập về cái chết của Tulku Hungkar Dorje, trong khi chính phủ Trung Quốc cấm Tu viện Lungnon và người dân địa phương tổ chức các buổi lễ công cộng để tưởng nhớ ông. Tương tự, trước cái chết được cho là bất thường của ông, vào ngày 10 tháng 4, Tổ chức Theo dõi Nhân quyền đã kêu gọi chính phủ Việt Nam tiến hành điều tra về cái chết của Hungkar Dorje. Lý do ông đến Việt Nam được cho là bởi do ông có lượng lớn tín đồ tại nước này và để tránh sự đàn áp từ chính quyền Trung Quốc. Sau cái chết, một số người dân Tây Tạng đã bày tỏ sự tiếc thương trên mạng xã hội, nhưng Trung Quốc bị cho là đang cố gắng kiểm soát, ngăn cấm việc nhắc đến ông và không cho tu viện của ông tổ chức tang lễ.

## Tác phẩm
Ông đã viết nhiều cuốn sách, bao gồm "Tangkas in Golog: The Tangka Album of Lung Ngon Monastery" (Tranh thangka ở Golog: Tuyển tập thangka của tu viện Lung Ngon) và "The Melodious Sound of the Laughter of the Vidyadharas of the Three Lineages" (Âm thanh du dương của tiếng cười các vị Vidyadhara của ba dòng truyền thừa).